# Burg Diebach
Die Burg Diebach ist eine abgegangene mittelalterliche Höhenburg an der Stelle des Friedhofs etwa 30 bis 70 Meter westlich der Kirche in Diebach im Landkreis Ansbach in Bayern.

## Geschichte
Die von den Herren von Diebach als Maut- und Schutzburg erbaute Burg wurde um 1236 erstmals in einer Urkunde des Grafen Hermann von Dillingen erwähnt. Anlass der Gründung des Dorfes und der Burg war eine Furt über die Tauber, durch welche die großen Handelsstraßen Frankfurt – Würzburg – Rothenburg – Augsburg führten. 1363 wird ein Kunlin von Dyepach und Albrecht Olemann auf der Burg genannt. Das Geschlecht der Herren von Diebach ist vermutlich im Laufe des 15. Jahrhunderts ausgestorben, denn um 1500 ist die Burg im Besitz eines Georg von Rein, der sie 1520 um 3050 Gulden an Rothenburg verkaufte. Während des Bauernkriegs wurde die Burg am 18. Mai 1525 von Adam von Thüngen niedergebrannt. 1557 war die Burg im Besitz des Rothenburger Patriziergeschlechts derer von Fürbringer, bis 1651 Matthias Pantzer aus Stockerau die Burg erwarb. Danach wechselte die Burg häufig den Besitzer. 1803 kam das Dorf zu Bayern und die Burg begann zu verfallen, bis sie 1817 wegen Baufälligkeit abgebrochen wurde.
1897 wurden beim Bau des heutigen Kirchturms Reste des Wallgrabens entdeckt.